# Route nationale 76 (France)
Pour les articles homonymes, voir Route nationale 76.
La route nationale 76, ou RN 76, était une route nationale française reliant Saint-Pierre-le-Moûtier à Tours. Avant les déclassements des années 1970, elle reliait Nevers à Tours. Elle est désormais transférée aux départements en intégralité.

## De Saint-Pierre-le-Moûtier à Bourges
Cette route correspond en partie à l'ancienne route nationale 151bis (de Saint-Pierre-le-Moûtier à Sancoins), en partie à une route qui n'a été classée nationale que dans les années 1930 sous le numéro 719 (de Sancoins à Saint-Just) et, en partie, à l'ancienne route nationale 153 (de Saint-Just à Bourges). 
Cette route, en excellent état de Bourges à Blet et Sancoins, voit passer chaque année un à trois millions de véhicules selon les sections et en particulier plus de 2 millions à Blet, qui voit aussi passer les accès ou dessertes des axes nord-est-sud-ouest vers les villes de Saint-Amand-Montrond, Montluçon et Nevers.
Les communes traversées sont :
- Saint-Pierre-le-Moûtier (km 210)
- Sancoins (km 195)
- Blet (km 178)
- Saint-Just (km 158)
- Plaimpied-Givaudins (km 155)
- Bourges (km 143)

## De Nevers à Bourges
Cette route a été déclassée en D976 dans les années 1970. Elle passait par :
- Nevers
- La Guerche-sur-l'Aubois
- Nérondes
- Avord
- Bourges

## De Bourges à Tours

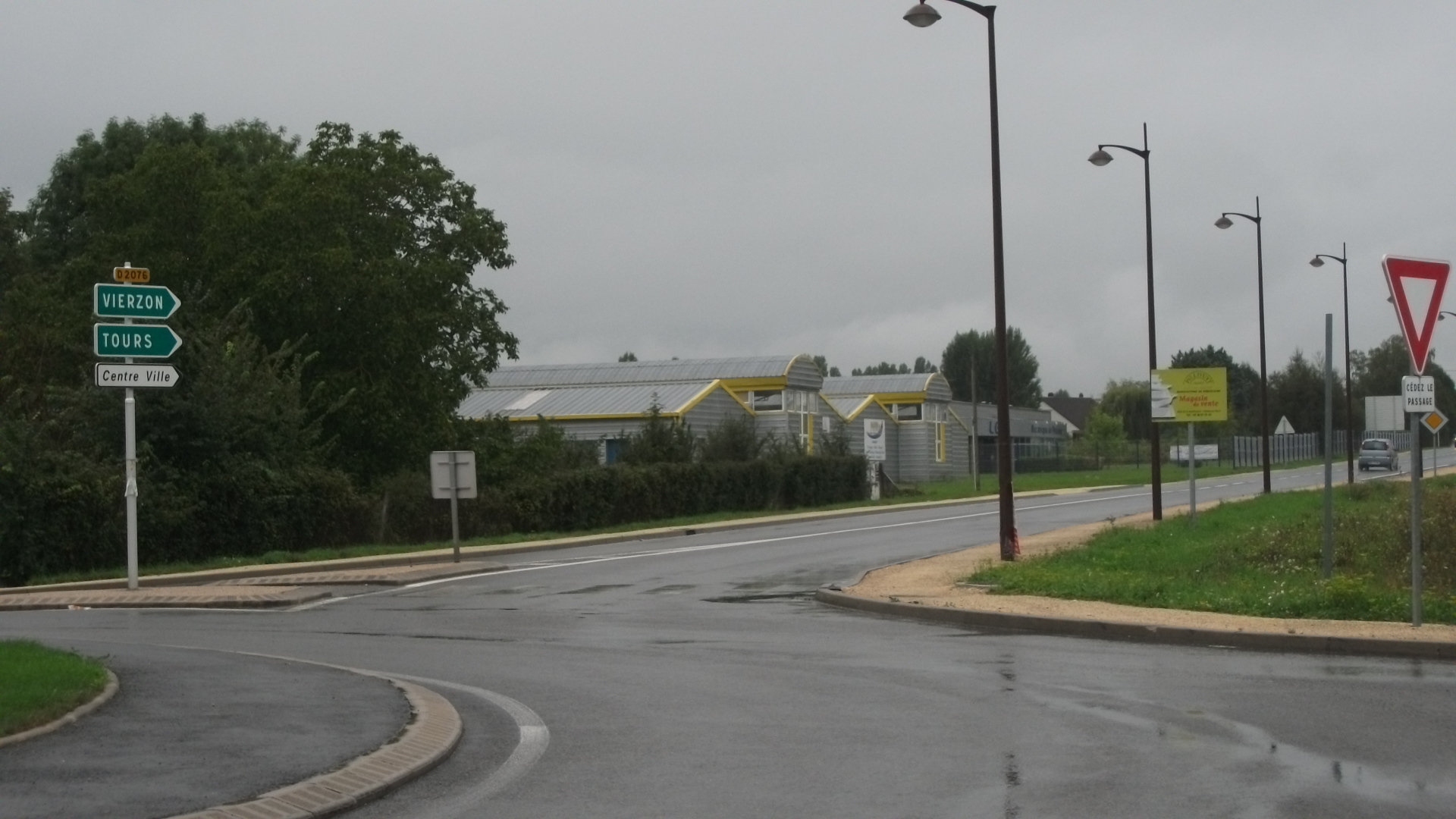
La RD 2076 à Mehun-sur-Yèvre.

Entre la sortie de Saint-Aignan-sur-Cher et la sortie de Bléré, un nouveau tracé est maintenant utilisé. L'ancienne route a été déclassée en RD 176 en Loir-et-Cher et en RD 40 en Indre-et-Loire. Actuellement, la RN 76 est déclassée RD 2076 dans le Cher et RD 976 en Indre-et-Loire
Les communes traversées sont :
- Bourges (km 143)
- Mehun-sur-Yèvre (km 127)
- Vierzon (km 111)
- Mennetou-sur-Cher (km 95)
- Villefranche-sur-Cher (km 87)
- Selles-sur-Cher (km 70)
- Saint-Aignan-sur-Cher (km 56)
- Montrichard (km 39)
- Chenonceaux (km 30)
- La Croix-en-Touraine (km 24)
- Bléré (km 23)
- Tours (km 0)

## Déclassements en 2006
- Cher : D 2076
- Indre-et-Loire : D 976